# Пятина (Пермский край)
Пятина — деревня в Кудымкарском районе Пермского края. Входила в состав Ленинского сельского поселения. Располагается на правом берегу реки Нердвы южнее от города Кудымкара. Расстояние до районного центра составляет 40 км. По данным Всероссийской переписи населения 2010 года, в деревне проживало 69 человек (30 мужчин и 39 женщин).

## История
По данным на 1 июля 1963 года, в деревне проживало 104 человека. Населённый пункт входил в состав Ленинского сельсовета.